# 629-es busz
A 629-es számú elővárosi autóbusz Budapest (Népliget) és Kunpeszér között közlekedik.

## Megállóhelyei
| 629 (Budapest, Népliget autóbusz-pályaudvar – Dabas – Kunpeszér, Középpeszér) | 629 (Budapest, Népliget autóbusz-pályaudvar – Dabas – Kunpeszér, Középpeszér) | 629 (Budapest, Népliget autóbusz-pályaudvar – Dabas – Kunpeszér, Középpeszér) | 629 (Budapest, Népliget autóbusz-pályaudvar – Dabas – Kunpeszér, Középpeszér) | 629 (Budapest, Népliget autóbusz-pályaudvar – Dabas – Kunpeszér, Középpeszér) | 629 (Budapest, Népliget autóbusz-pályaudvar – Dabas – Kunpeszér, Középpeszér) | 629 (Budapest, Népliget autóbusz-pályaudvar – Dabas – Kunpeszér, Középpeszér) | 629 (Budapest, Népliget autóbusz-pályaudvar – Dabas – Kunpeszér, Középpeszér) |
| Sorszám (↓)                                                                   | Megállóhely                                                                   | Sorszám (↑)                                                                   | Átszállási kapcsolatok |                                                                               |                                                                               |                                                                               |                                                                               |
| ----------------------------------------------------------------------------- | ----------------------------------------------------------------------------- | ----------------------------------------------------------------------------- | --- | ----------------------------------------------------------------------------- | ----------------------------------------------------------------------------- | ----------------------------------------------------------------------------- | ----------------------------------------------------------------------------- |
| 0                                                                             | Budapest, Népliget autóbusz-pályaudvar végállomás                             | 33                                                                            | 1, 1A 83 254E 607, 608, 626, 628, 630, 631, 632, 633, 635, 636, 650, 653, 654, 655, 656, 657, 659, 660, 661, 679, 705 1080, 1081, 1085, 1087, 1090, 1092, 1094, 1110, 1111, 1113, 1115, 1120, 1121, 1125, 1131, 1134, 1136, 1172, 1173, 1174, 1175, 1176, 1177, 1183, 1184, 1185, 1188, 1189, 1190, 1193, 1194, 1201, 1205, 1212, 1215, 1216, 1229, 1251, 1253, 1254, 1257, 1268 |                                                                               |                                                                               |                                                                               |                                                                               |
| A budapesti megállókban Kunpeszér felé csak felszállás céljából áll meg.      |                                                                               |                                                                               | |                                                                               |                                                                               |                                                                               |                                                                               |
| 1                                                                             | Budapest, Határ út                                                            | 32                                                                            | 66, 66B, 66E, 84E, 89E, 94E, 99, 123, 123A, 142E, 194, 194B, 294E 42, 50, 52 626, 628, 660 1080, 1110 |                                                                               |                                                                               |                                                                               |                                                                               |
| 2                                                                             | Budapest, Pesterzsébet felső                                                  | 31                                                                            | 66, 66B, 224, 224E 626, 627, 628, 630, 631, 632, 635, 636, 650, 653, 654, 655, 659, 660, 661 1080, 1110 |                                                                               |                                                                               |                                                                               |                                                                               |
| 3                                                                             | Budapest, Soroksár, Hősök tere                                                | 30                                                                            | 66, 66B, 66E, 135, 166 626, 627, 628, 630, 631, 632, 635, 636, 650, 653, 654, 655, 659, 660, 661 1080, 1110 |                                                                               |                                                                               |                                                                               |                                                                               |
| 4                                                                             | Budapest, Zsellér dűlő                                                        | 29                                                                            | 66, 66B, 66E, 135 626, 627, 628, 630, 631, 632, 635, 636 |                                                                               |                                                                               |                                                                               |                                                                               |
| 5                                                                             | Budapest, Központi raktárak                                                   | 28                                                                            | 66, 66B, 66E 626, 627, 628, 630, 631, 632, 635, 636 |                                                                               |                                                                               |                                                                               |                                                                               |
| Budapest–Alsónémedi közigazgatási határa                                      |                                                                               |                                                                               | |                                                                               |                                                                               |                                                                               |                                                                               |
| 6                                                                             | Alsónémedi, Árpád út                                                          | 27                                                                            | 626, 627, 628, 630, 631, 636 1080, 1081, 1090 |                                                                               |                                                                               |                                                                               |                                                                               |
| 7                                                                             | Alsónémedi, Fő utca 27.                                                       | 26                                                                            | 627, 628, 636 |                                                                               |                                                                               |                                                                               |                                                                               |
| 8                                                                             | Alsónémedi, Szabadság tér                                                     | 25                                                                            | 626, 627, 628, 630, 631, 633, 636 1080, 1081, 1090 |                                                                               |                                                                               |                                                                               |                                                                               |
| Alsónémedi–Ócsa közigazgatási határa                                          |                                                                               |                                                                               | |                                                                               |                                                                               |                                                                               |                                                                               |
| 9                                                                             | Bugyi elágazás                                                                | 24                                                                            | 626, 627, 628, 630 |                                                                               |                                                                               |                                                                               |                                                                               |
| 10                                                                            | Ócsai tanyák                                                                  | 23                                                                            | 626, 627, 628 |                                                                               |                                                                               |                                                                               |                                                                               |
| 11                                                                            | Felsőbabádi elágazás                                                          | 22                                                                            | 626, 627, 628, 640, 641, 643 1080, 1081, 1090 |                                                                               |                                                                               |                                                                               |                                                                               |
| 12                                                                            | Felsőbabád                                                                    | 21                                                                            | 626, 627, 628, 640, 641 1080, 1081, 1090 |                                                                               |                                                                               |                                                                               |                                                                               |
| Ócsa–Dabas közigazgatási határa                                               |                                                                               |                                                                               | |                                                                               |                                                                               |                                                                               |                                                                               |
| 13                                                                            | 35-ös km kő                                                                   | 20                                                                            | 626, 627, 628, 640, 641 1080, 1081, 1090 |                                                                               |                                                                               |                                                                               |                                                                               |
| 14                                                                            | Dabas, Sári híd                                                               | 19                                                                            | 626, 627, 628, 640, 641 |                                                                               |                                                                               |                                                                               |                                                                               |
| 15                                                                            | Dabas, Sári okmányhivatal                                                     | 18                                                                            | 609, 611, 617, 618, 619, 626, 627, 628, 640, 641 1080 |                                                                               |                                                                               |                                                                               |                                                                               |
| 16                                                                            | Dabas, Sári Kálvária                                                          | 17                                                                            | 611, 617, 618, 619, 626, 627, 628, 640, 641 1080 |                                                                               |                                                                               |                                                                               |                                                                               |
| 17                                                                            | Dabas, Sári-Kaparás                                                           | 16                                                                            | 611, 617, 618, 619, 626, 627, 628, 640, 641 1080 |                                                                               |                                                                               |                                                                               |                                                                               |
| 18                                                                            | Dabas, Felső-Dabas                                                            | 15                                                                            | 611, 617, 618, 619, 626, 627, 628, 640, 641 1080 |                                                                               |                                                                               |                                                                               |                                                                               |
| 19                                                                            | Dabas, Felsődabasi templom                                                    | 14                                                                            | 617, 618, 619, 626, 627, 628, 640, 641 1080 |                                                                               |                                                                               |                                                                               |                                                                               |
| 20                                                                            | Dabas, Népbolt                                                                | 13                                                                            | 610, 617, 618, 619, 626, 627, 628, 640, 641 1080 |                                                                               |                                                                               |                                                                               |                                                                               |
| 21                                                                            | Dabas, Alsó-Dabasi templom                                                    | 12                                                                            | 610, 612, 614, 617, 618, 619, 626, 627, 628, 640, 641 |                                                                               |                                                                               |                                                                               |                                                                               |
| ∫                                                                             | Dabas, Zentai utca*                                                           | (+4)                                                                          | 1080, 1081, 1090 |                                                                               |                                                                               |                                                                               |                                                                               |
| ∫                                                                             | Dabas, motel*                                                                 | (+3)                                                                          | 626 1080, 1081, 1090 |                                                                               |                                                                               |                                                                               |                                                                               |
| ∫                                                                             | Dabas, gimnázium*                                                             | (+2)                                                                          | 595, 609, 610, 611, 612, 614, 618, 621, 622, 626, 640, 641 1080 |                                                                               |                                                                               |                                                                               |                                                                               |
| ∫                                                                             | Dabas, Vörösmarty utca*                                                       | (+1)                                                                          | 595, 610, 612, 614, 618, 621, 622, 626, 627, 628, 640, 641 1080 |                                                                               |                                                                               |                                                                               |                                                                               |
| 22                                                                            | Dabas, kaszinó                                                                | 11                                                                            | 595, 610, 612, 614, 617, 618, 619, 626, 627, 628, 640, 641 1080 (Lakos dr. utca) |                                                                               |                                                                               |                                                                               |                                                                               |
| 23                                                                            | Dabas, filmszínház                                                            | 10                                                                            | 619, 624, 626, 627, 628, 640 |                                                                               |                                                                               |                                                                               |                                                                               |
| 24                                                                            | Dabas, Gyón régi Piactér                                                      | 9                                                                             | 619, 620, 621, 623, 624, 626, 627, 628, 640 |                                                                               |                                                                               |                                                                               |                                                                               |
| 25                                                                            | Dabas, Gyón tatárszentgyörgyi elágazás                                        | 8                                                                             | 619, 620, 621, 623, 624, 626, 627, 628, 640 |                                                                               |                                                                               |                                                                               |                                                                               |
| Dabas–Tatárszentgyörgy közigazgatási határa                                   |                                                                               |                                                                               | |                                                                               |                                                                               |                                                                               |                                                                               |
| 26                                                                            | Tatárszentgyörgy, Farkas-tanya (5205-ös sz. út)                               | 7                                                                             | 628 |                                                                               |                                                                               |                                                                               |                                                                               |
| 27                                                                            | Tatárszentgyörgy, Vörösmarty utca                                             | 6                                                                             | 628 |                                                                               |                                                                               |                                                                               |                                                                               |
| 28                                                                            | Tatárszentgyörgy, kunpeszéri elágazás                                         | 5                                                                             | |                                                                               |                                                                               |                                                                               |                                                                               |
| 29                                                                            | Tatárszentgyörgy, alsó                                                        | 4                                                                             | |                                                                               |                                                                               |                                                                               |                                                                               |
| 30                                                                            | Vitézsor                                                                      | 3                                                                             | |                                                                               |                                                                               |                                                                               |                                                                               |
| 31                                                                            | Baracsi csatorna                                                              | 2                                                                             | |                                                                               |                                                                               |                                                                               |                                                                               |
| Tatárszentgyörgy–Kunpeszér közigazgatási határa                               |                                                                               |                                                                               | |                                                                               |                                                                               |                                                                               |                                                                               |
| 32                                                                            | Kunpeszér, földműves szövetkezet                                              | 1                                                                             | |                                                                               |                                                                               |                                                                               |                                                                               |
| 33                                                                            | Kunpeszér, Középpeszér végállomás                                             | 0                                                                             | |                                                                               |                                                                               |                                                                               |                                                                               |

* Ezeket a megállókat csak 2 járat érinti Budapest felé, melyek kihagyják az Alsó-Dabasi templom és Sári okmányhivatal közötti megállókat.